# Alternative Santé
 (janvier 2017).
Alternative Santé est un magazine mensuel français consacré à la santé et à la médecine. Il est édité par la société Santé Port Royal et est consacré aux médecines non conventionnelles. 

## Histoire
Lancé en novembre 1977 par une équipe de journalistes, sous le nom de l'Impatient, à travers une coopérative intitulée "Regain Santé", son titre a évolué pour devenir  Alternative Santé - L'Impatient en novembre 1997 et Alternative Santé en novembre 2003. Le magazine se définit longtemps comme un « mensuel d'information et de défense des consommateurs de soins médicaux ». Le magazine a connu des difficultés économiques en 2007, aggravées par le décès de son directeur Pierre Dhombre.
En 2008, une nouvelle équipe prend la direction du journal. Après la publication de son numéro de juillet-août 2011, le magazine suspend sa parution. La coopérative est mise liquidation judiciaire en 2012 et le titre est repris en février 2013 par le groupe Santé Port Royal, aujourd'hui devenu Ginkgo Media. Celui-ci l'édite sous forme numérique (depuis mai 2014) et sous forme papier (depuis mai 2015), avec une ligne éditoriale en partie modifiée.

## Controverses
En 2017, Alternative Santé a diffusé une fausse information, concernant la déclaration « Prendre la pilule équivaut à manger mille poulets aux hormones par jour », dont l'un des auteurs est le controversé Dr. Henri Joyeux, auteur du livre Femmes si vous saviez ! Des hormones, de la puberté à la ménopause.

## Diffusion
Alternative Santé n'est pas adhérent de l'Office de justification de la diffusion (OJD).